# Edy (Geldbörse)
Edy ist eine Elektronische Geldbörse in Japan der Firma bitWallet. Sie nutzt Sonys FeliCa-Technologie, welche auch im konkurrierenden Suica-System der JR East genutzt wird. Während beide Systeme für Käufe im Geschäften und Automaten benutzt werden kann, kann die Suica-Card auch als Fahrschein genutzt werden. Abbuchung des Betrags erfolgt durch einfaches Auflegen der Karte auf einen Leser. Im Gegensatz zur deutschen Geldkarte muss die Karte nicht aus der Geldbörse entfernt werden und der Geldtransfer erfolgt ohne Zeitverzögerung, wodurch die Bezahlung schneller und unkomplizierter als mit Bargeld erfolgt.
Obwohl der Name Edy als Akronym aus Euro, Dollar und Yen gebildet wurde, funktioniert die Karte nur in Yen.
Am 18. April 2006 verkündete Intel eine Beteiligung von 5 Milliarden Yen (ca. 35 Millionen Euro) in bitWallet, mit dem Ziel der Entwicklung einer weiteren Technik zur Nutzung von Zahlungen am PC.

## Mobiltelefon
Edy kann in Mobiltelefonen integriert genutzt werden. Im Moment werden Handys von NTT-DoCoMo, von der KDDI Corporation und von SoftBank angeboten. Vodafone (bevor Vodafone in Japan Schiffbruch erlitt und die Japan-Tochterfirma an SoftBank verkaufte) versuchte ein eigenes inkompatibles mobiles Zahlungssystem einzufuehren, musste dies aber aufgeben, da Vodafone nur etwa 15 % Marktanteil in Japan hatte, und daher kein eigenes nationales Zahlungssystem einführen konnte.
Diese Telefone können durch einfaches Auflegen auf den Leser als Edy-Karte genutzt werden und bieten darüber hinaus Kartenaktivität und Kontenstand zu überprüfen sowie Aufladungen online zu übernehmen.

## Playstation 3
Seit dem 24. Januar 2007 ist es per Firmware-Update (Version 1.50) möglich, Edy auch mit der PlayStation 3 von Sony zu verwenden. Im Playstation-Store, auf welchen man mit der Playstation 3 Zugriff hat, kann man auch kostenpflichtige Inhalte per Edy bezahlen. Ein spezielles Lese-/Schreibegerät muss dazu per USB an der Playstation 3 angeschlossen sein.